# Bugtaler
En bugtaler eller ventrilokvist er en person, der tilsyneladende kan fremkalde stemmer fra andre steder end sin person.
Bugtaleri har været kendt i flere årtusinder. I 1900 tallet optrådte bugtalere oftest med drengedukker. Nu er det mere almindeligt med dyredukker. I dag optræder bugtalere på varietéer, i cirkus og lignende. 
Den vel nok mest kendte dansktalende bugtaler er Preben Palsgård, som har optrådt siden 1971. Han er mest kendt for at optræde med puddelhunden Poppe og de talende sko.